# 沙林镇区
沙林鎮為緬甸馬圭省敏巫縣的鎮區。2014年人口236,033人，區域面積2,312.2平方公里。該鎮下分218個村莊。沙林為該鎮之首府。